# Lista de vulcões da Itália
Esta é uma lista de vulcões ativo e extinto na Itália.
| Nome                           | Elevação                  | Elevação | Localização                              | Última erupção     |
| Nome                           | metros                    | pés      | Coordenadas                              | Última erupção     |
| ------------------------------ | ------------------------- | -------- | ---------------------------------------- | ------------------ |
| Alicudi                        | 675                       | 2215     | 38° 32′ N, 14° 22′ L                     | 28.000 anos atrás  |
| Amiata                         | 1738                      | 5702     | 42° 54′ N, 11° 38′ L                     | Pleistoceno        |
| Campi Flegrei                  | 458                       | 1503     | 40° 49′ 37″ N, 14° 08′ 20″ L             | 1538               |
| Campi Flegrei Mar Sicília      | -8                        | -26      | 37° 06′ N, 12° 42′ L                     | 1911               |
| Colinas Albanas (Colli Albani) | 950                       | 3113     | 41° 44′ N, 12° 42′ L                     | 5.000 aC           |
| Monte Cimini (monti Cimini)    | -                         | -        | -                                        | 800.000 anos atrás |
| Monte Etna                     | 3329                      | 10922    | 37° 44′ N, 15° 00′ L                     | 2015 (continuando) |
| Ferdinandea                    | Submarino (-6)            | -        | -                                        | 1831               |
| Filicudi                       | 774                       | 2539     | 38° 35′ N, 14° 35′ L [carece de fontes?] | 37.000 anos atrás  |
| Monte Lauro                    | 986                       | 3117     | 37° 44′ 02″ N, 15° 00′ 14″ L             | Pleistoceno        |
| Ischia                         | 789                       | 2589     | 40° 44′ N, 13° 59′ L                     | 1302               |
| Larderello                     | 500                       | 1640     | 43° 15′ N, 10° 52′ L                     | 1282               |
| Linosa                         | 195                       | 640      | 35° 53′ N, 12° 23′ L                     | -                  |
| Lipari                         | 602                       | 1975     | 38° 29′ N, 14° 57′ L                     | 729                |
| Panarea                        | 421                       | 1381     | 38° 38′ N, 15° 04′ L                     | 10.000 anos atrás  |
| Pantelleria                    | 836                       | 2743     | 36° 46′ N, 12° 01′ L                     | 1891               |
| Roccamonfina                   | 1005                      | 3297     | 41° 18′ N, 14° 54′ L                     | 52.000 anos atrás  |
| Sabatini complexo              | 612                       | 2008     | 42° 30′ N, 12° 30′ L                     | 40.000 anos atrás  |
| Salina                         | 965                       | 3166     | 38° 38′ 06″ N, 14° 52′ 37″ L             | 13.000 anos atrás  |
| Stromboli                      | 926                       | 3038     | 38° 47′ N, 15° 13′ L                     | 2013 (continuando) |
| Ustica                         | 239                       | 784      | 38° 43′ N, 13° 12′ L                     | 150.000 anos atrás |
| Marsili                        | Submarino 3000 m (-500 m) |          |                                          | -                  |
| Montecristo                    | 645                       | 2116     | 42° 20′ N, 10° 19′ L                     | -                  |
| Monte Vesúvio                  | 1281                      | 4203     | 40° 49′ N, 14° 26′ L                     | 1944               |
| Vico                           | 965                       | 3120     |                                          | 95.000 anos atrás  |
| Vulcano                        | 500                       | 1640     | 38° 24′ 13″ N, 14° 57′ 42″ L             | 1890               |
| Vulcanello                     | 123                       | 404      | 38° 24′ 14″ N, 14° 57′ 43″ L             | 1550               |
| Vulsini                        | 800                       | 2625     | 42° 36′ N, 11° 56′ L                     | 104 BC             |
| Monte Vulture                  | 1326                      | 4350     | -                                        | 40.000 anos atrás  |